# Józef Kramarz
Józef Kramarz (ur. 29 grudnia 1885 w Krakowie, zm. 16 listopada 1963 we Wrocławiu) – polski działacz komunistyczny, sekretarz generalny PPS-Lewicy od 1929, poseł na Sejm Ustawodawczy 1947–1952, II sekretarz Komitetu Wojewódzkiego (KW) PZPR we Wrocławiu.
Syn robotnika fabrycznego Jakuba. Skończył 4 klasy szkoły powszechnej, po czym pracował przy robotach ziemnych w Niemczech, później został hutnikiem. Działał w związku zawodowym metalowców. 1908–1911 odbywał służbę w austriackiej armii, następnie pracował w Wiedniu i na Morawach. Jako żołnierz armii austriackiej walczył w I wojnie światowej. Pod koniec 1917 w Tyrolu zetknął się z działaczami rewolucyjnymi. Po powrocie do kraju w listopadzie 1918 pracował w walcowni rur. Był przewodniczącym Rady Robotniczo-Żołnierskiej w Boguminie. W 1919 wstąpił do KPP, został jej technikiem i organizował komórki zakładowe. Od lipca 1920 w Chrzanowie, gdzie w fabryce lokomotyw organizował oddział Związku Zawodowego Robotników Przemysłu Metalowego w Polsce. W 1920 i 1927 wybierany na delegata fabrycznego. Od 1925 sekretarz komitetu KPP w fabryce lokomotyw i łącznik z Komitetem Okręgowym (KO) KPP. Był jednym z najwybitniejszych działaczy komunistycznych Zagłębia Krakowsko-Chrzanowskiego. Po utworzeniu w 1926 legalnej PPS-Lewicy z ramienia KPP organizował jej struktury w Chrzanowie. W grudniu 1927 wybrany do Głównego Komitetu Wyborczego PPS-Lewicy, w lipcu 1929 do Komitetu Centralnego i Sekretariatu PPS-Lewicy, a w sierpniu 1929 został przewodniczącym PPS-Lewicy. W 1929 był podokręgowcem KPP w Chrzanowie. Jesienią 1930 organizował kampanię wyborczą do Sejmu i Senatu w okręgach nr 2 (powiat warszawski), nr 9 (Płock), nr 41 (Kraków) i nr 42 (Chrzanów). W listopadzie 1930 aresztowany w Brześciu, zwolniony. 29 stycznia 1929 aresztowany i skazany na 4 lata więzienia; zwolniony 13 września 1935. Później był funkcjonariuszem KPP na terenie województwa krakowskiego. W 1936 wybrany do komitetu strajkowego w Krakowie i komitetu porozumiewawczego z jednolitofrontową grupą członków PPS. XII 1936-XII 1938 ponownie więziony. Od końca września 1939 pracował w fabryce we Lwowie i działał w MOPR. Korespondent polskojęzycznego dziennika "Czerwony Sztandar". W 1944 wstąpił do ZPP. W 1945 w Krakowie wstąpił do PPR. 1947–1952 poseł do Sejmu z okręgu nr 47 Chrzanów. Od I 1947 I sekretarz Komitetu Powiatowego (KP) PPR w Chrzanowie, od V 1947 do III 1948 sekretarz Komitetu Miejskiego (KM) PPR w Radomiu. Później we Wrocławiu, gdzie był II sekretarzem KW PZPR i wiceprzewodniczącym Wojewódzkiej Rady Związków Zawodowych (WRZZ) i zastępcą członka Wojewódzkiej Komisji Rewizyjnej PZPR. Od 1953 na emeryturze. Był odznaczony m.in. Orderem Sztandaru Pracy II klasy i Krzyżem Oficerskim Orderu Odrodzenia Polski. Pochowany na Cmentarzu Osobowickim.